# Dūrnev Araldary
Dūrnev Araldary är öar i Kazakstan. De ligger i oblystet Mangghystau, i den västra delen av landet, 1 500 km väster om huvudstaden Astana.